# Alles über meine Mutter
Alles über meine Mutter (Originaltitel: Todo sobre mi madre) ist ein Film des spanischen Regisseurs Pedro Almodóvar. Außer in dem Titel sind auch in der Handlung dieses Kinowerkes Parallelen zu Joseph L. Mankiewicz’ Alles über Eva und zu John Cassavetes’ Die erste Vorstellung zu deuten. In dem melodramatischen Inszenierungsaufbau sind zusätzliche Anleihen an Almodóvars Vorbild Douglas Sirk zu erkennen.
Nach der Vorlage des Films entstand unter Mitarbeit von Almodóvar auch ein Theaterstück von Samuel Adamson, das am 25. August 2007 am Old Vic Theater in London Premiere hatte. Die deutsche Erstaufführung fand am 11. September 2009 am Wiener Volkstheater statt.
Im Jahr 2000 gewann das Drama in der Kategorie Bester fremdsprachiger Film einen Oscar.

## Handlung
Die Krankenschwester und ehemalige Schauspielerin Manuela kündigt nach dem Unfalltod ihres 17-jährigen Sohnes Esteban ihre Arbeitsstelle, verlässt Madrid und sucht den Vater des Jungen, ursprünglich ebenfalls mit dem Namen Esteban, der sich inzwischen einer  geschlechtsangleichenden Operation unterzogen hat, von seinem Sohn nichts weiß und sich mittlerweile Lola nennt. Der Sohn hatte zuvor ein Drehbuch mit dem Titel 'Todo sobre mi madre' geschrieben, in dem er bedauert, nie seinen Vater kennengelernt zu haben.
In Barcelona, wo Lola lebt, trifft Manuela auf Agrado, eine alte Freundin, die wie Lola eine Transfrau ist. Dort findet sie auch Huma Rojo wieder, eine lesbische Schauspielerin, die eine tragische Rolle beim Tod des Sohnes spielte, denn Esteban wurde, auf der Jagd nach einem Autogramm von ihr, von einem Auto überfahren. Und eine weitere Frau lenkt sie von ihrer Suche ab: Schwester María Rosa, die von der sexuell noch aktiven Lola geschwängert und mit HIV infiziert wurde. Manuela kümmert sich um die Frauen, nimmt eine Stelle bei Huma Rojo an, ersetzt deren drogensüchtige Geliebte Nina in dem Stück A Streetcar Named Desire (Endstation Sehnsucht), wird von den Erlebnissen von Trauer, Freundschaft und Liebe aufgesaugt und vergisst dabei die Suche nach Lola.
Bei der Beerdigung der verstorbenen Rosa trifft Manuela dann doch noch Lola, der sie endlich von dem gemeinsamen Sohn erzählen kann. Zusammen mit dem ebenfalls Esteban getauften Sohn Rosas verlässt Manuela Barcelona, kehrt für zwei Jahre nach Madrid zurück, um schließlich wieder nach Barcelona zu reisen.

## Kritiken
„In gewohnt präziser Weise entwirft Pedro Almodovar eine Reihe plastischer Frauenfiguren, die versuchen, ihr Leben in den Griff zu bekommen. Im Vergleich zu seinen früheren Werken ist der Film leiser und unspektakulär inszeniert; selbst der Humor wurde den ernsthaften Episoden um Krankheit und Tod, Liebe und Lebensziele geopfert.“

## Auszeichnungen
Pedro Almodóvars Film gewann über vierzig internationale Festival- und Kritikerpreise und war für über dreißig weitere nominiert. Eine Auswahl der gewonnenen Filmpreise:
- 1999
  - British Independent Film Awards: Bester ausländischer Independentfilm
  - Internationale Filmfestspiele von Cannes: Preis für die Beste Regie
  - Europäischer Filmpreis: Bester europäischer Film
  - National Board of Review: Bester fremdsprachiger Film
  - New York Film Critics Circle Awards: Bester fremdsprachiger Film

- 2000
  - BAFTA Award: Beste Regie und Bester nicht-englischsprachiger Film
  - César: Bester ausländischer Film
  - David di Donatello: Bester ausländischer Film
  - Golden Globe: Bester fremdsprachiger Film
  - Goya: Bester Film, Beste Regie, Beste Hauptdarstellerin (Cecilia Roth), Beste Produktionsleitung, Bester Schnitt, Bester Ton und Beste Filmmusik
  - Guldbagge: Bester ausländischer Film
  - Oscar: Bester fremdsprachiger Film
  - Grand Prix de la FIPRESCI: Film des Jahres
  - Prix Lumières für den besten ausländischen Film